# Jules Guiboud
Jules Guiboud, né à Saint-Chef le 1er février 1862 et mort à Nogent-sur-Marne le 10 juillet 1933, est un peintre français de l’école de Murol.

## Biographie
Jules Guiboud est originaire du Dauphiné. Il fait ses études au collège de Bourgoin où il rencontre Victor Charreton avec lequel il entretiendra toute sa vie des rapports de grande amitié.
Il poursuit une carrière militaire dans l'artillerie, et parviendra au grade de capitaine. De condition modeste, il ne peut envisager de se consacrer à sa vocation de peintre et se forme entièrement en autodidacte. Dès ses débuts dans l'armée, il est remarqué par ses supérieurs pour ses talents de dessinateur et d'aquarelliste. Durant sa carrière militaire, il signe ses œuvres sous les pseudonymes « Dorian » ou « D'Arty ».
Au gré de ses différentes garnisons il représente les paysages de la Provence (où il rencontre Van Gogh), de la Bretagne, et enfin, quand il est affecté à Versailles, ceux de l'Île-de-France.
Des raisons de santé le contraignent à prendre une retraite anticipée. Il s'installe alors à Paris, au pied de la butte Montmartre, dont les vieilles rues deviennent un de ses sujets favoris.

## Jules Guiboud à Murol
Victor Charreton, un habitué de Murol, y convie son ami Jules Guiboud. Celui-ci, séduit par le vieux village et les hameaux environnants, peint de nombreuses aquarelles colorées. Il travaille dans l'esprit de l'impressionnisme en sachant y ajouter la vigueur des couleurs du fauvisme.

## Expositions
- Exposition en hommage au peintre en 2013 au musée de Murol. Cette exposition, à travers près de 80 aquarelles, huiles, dessins et encres, met l'accent sur les œuvres concernant les séjours murolais et les visages du vieux Montmartre[4].
- Certaines de ses œuvres sont conservées au musée Mainssieux de Voiron.
- La plupart de ses œuvres font partie de collections personnelles.